# Gartalm
Die Gartalm (alternative Schreibweise: Gart Alm) ist eine Alm in den Tuxer Alpen im österreichischen Bundesland Tirol. Das Almgebiet erstreckt sich nordwestlich der Verbindungsstraße zwischen Fügen und Hochfügen, unterhalb des Gipfels des Kellerjochs.

## Beschreibung
Die Gartalm wird in Nieder- und Hochleger unterteilt. Die Alm wird privat bewirtschaftet. In den Sommermonaten werden um die 70 Kühe mit Jungtieren, Ponys, Schweine und Puten gehalten. Wanderer erreichen das Almgebiet zum Beispiel von der Bergstation der Spieljochbahn, von Hochfügen ausgehend oder über das Kellerjoch. Mit dem Mountainbike ist die Alm ab Fügen befahrbar. Im Winter sind die Almflächen bzw. -wege in die Skigebiete zwischen Fügen und Hochfügen integriert.

### Hochleger

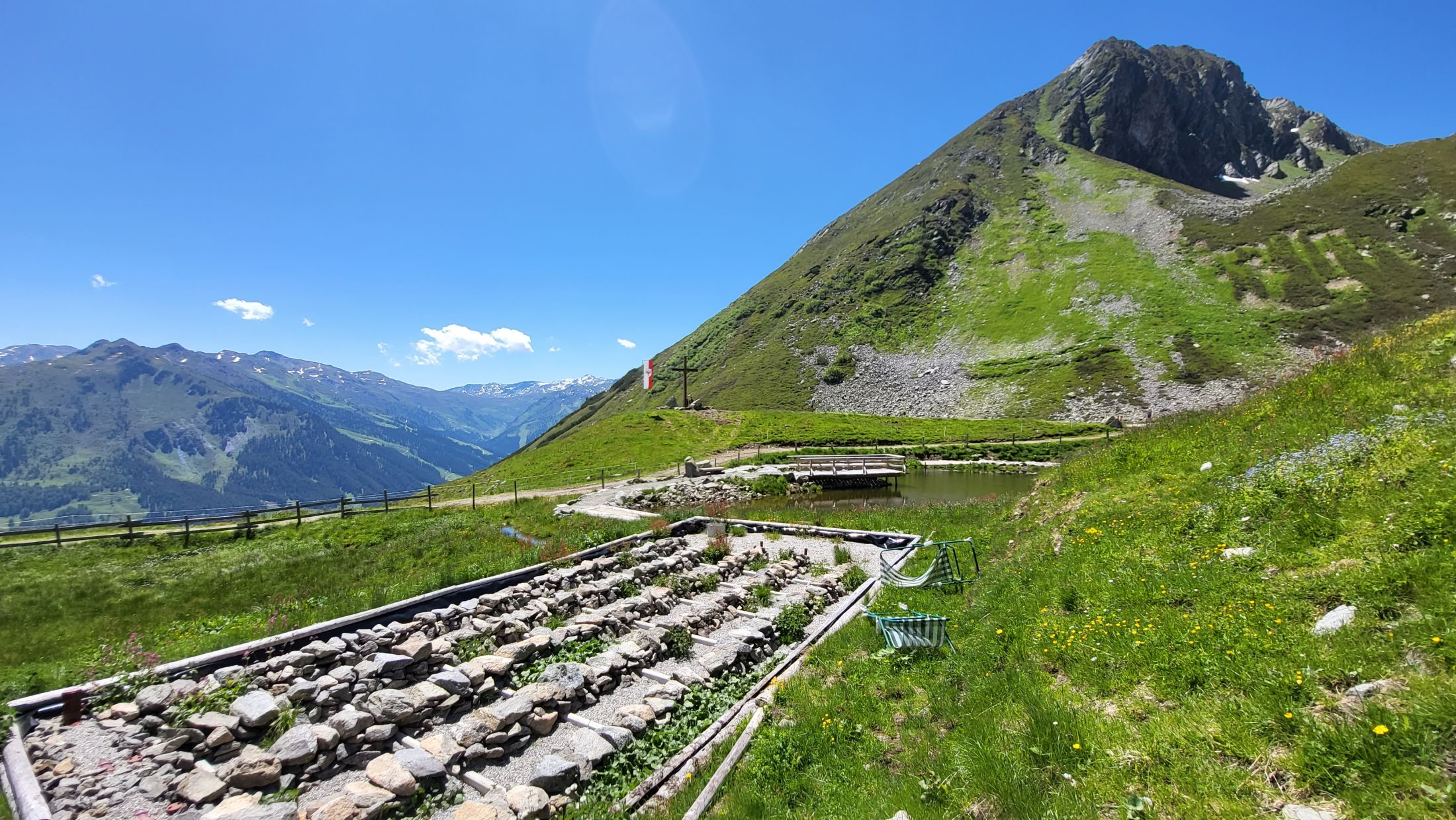
Blick über den Hochleger auf Alpengarten, See und Kreuz

Auf dem Gartalm-Hochleger befindet sich auf 1849 m ü. A. Höhe die Jausenstation Gartalmhaus. Diese im Jahr 1970 errichtete Hütte wird in den Sommermonaten privat bewirtschaftet. Die Jausenstation sowie ein weiteres Gebäude auf dem Hochleger wurden zum Schutz vor Lawinen sehr dicht an bzw. zum Teil in den Hang gebaut. Die danebenliegende, deutlich ältere Almhütte ist auf das Jahr 1856 datiert und beherbergt ein kleines Museum.
Vor den Almhütten befindet sich ein kleiner See und ein Kreuz, außerdem wurde ein alpiner Garten angelegt.

### Niederleger
Auf dem Niederleger in 1572 m ü. A. Höhe unterhält der Alpine Skiclub München eine Selbstversorger-Schutzhütte mit 9 Schlafmöglichkeiten, die in der Regel zwischen Dezember und Mai geöffnet wird.

## Sonstiges

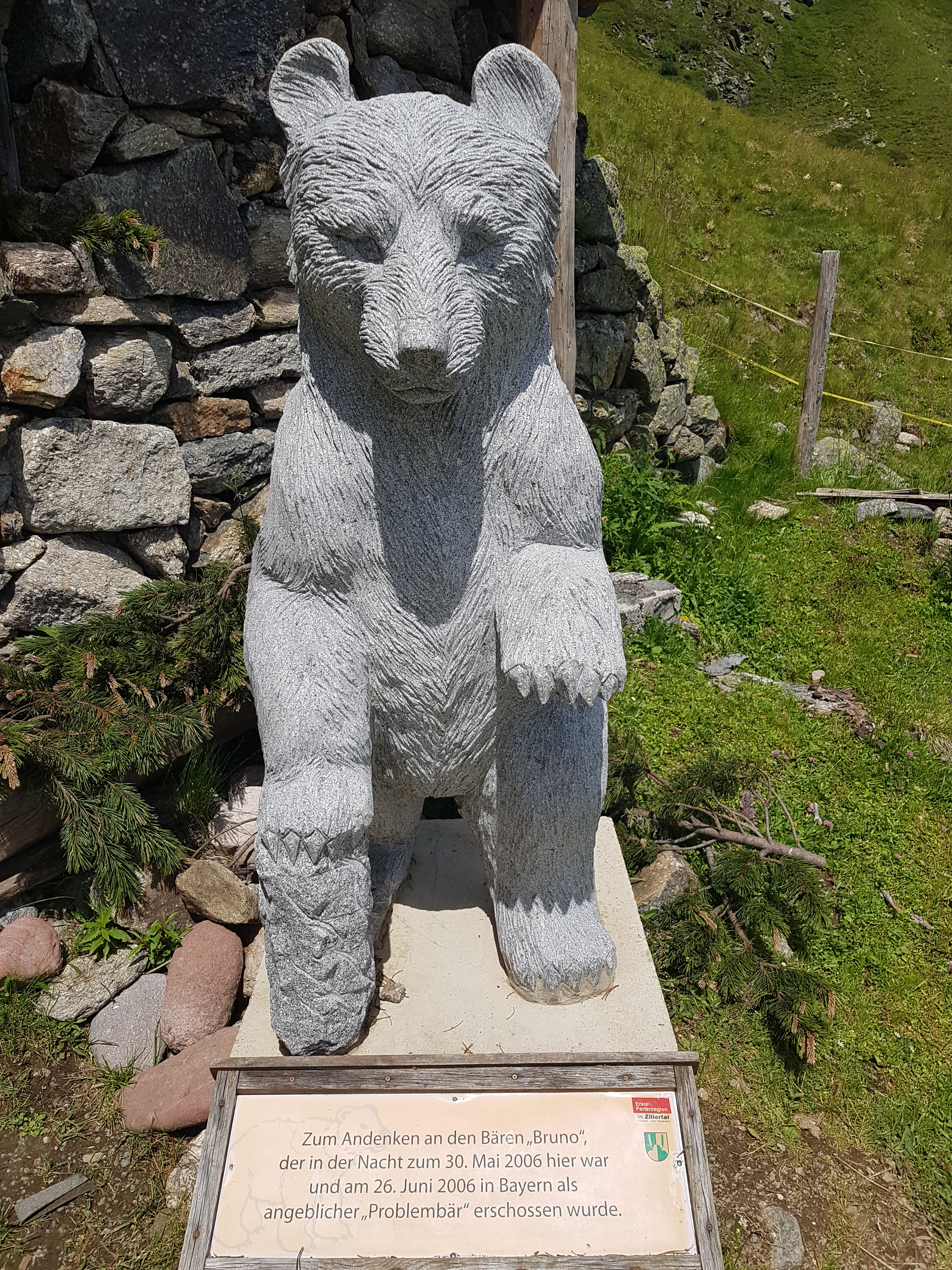
Bruno-Skulptur auf dem Hochleger

Im Mai 2006 durchquerte der Braunbär JJ1, in der Bevölkerung besser bekannt als „Problembär Bruno“, das Gebiet der Gartalm. Dabei zerstörte der Bär am Niederleger eine Seitenwand und die Tür eines Heustadels, in dem sich ein Bienenstock befand. Der Bär plünderte und zerstörte diesen, seine Route konnte danach in Richtung Schwaz und Stans weiterverfolgt werden. Dieser Vorfall machte die Gartalm auch außerhalb des Zillertals bekannt. Auf dem Hochleger wurde zum Andenken an das Ereignis eine Skulptur des Bären errichtet, außerdem wurde ein Wanderweg „Bruno Bärenweg“ genannt.